# Giligans FC
Giligans Football Club es un equipo de fútbol profesional que pertenece a la primera división o Filipino Premier League de las Filipinas.